# Down with the King
Down with the King – szósty studyjny album amerykańskiego zespołu hip-hopowego Run-D.M.C. Został wydany 4 maja, 1993 roku.

## Lista utworów
1. „Down With The King” (ft. Pete Rock & CL Smooth)
2. „Come On Everybody” (ft. Q-Tip)
3. „Can I Get It, Yo” (ft. EPMD)
4. „Hit 'em Hard”
5. „To The Maker”
6. „3 In The Head”
7. „Ooh, Whatcha Gonna Do”
8. „Big Willie” (ft. Tom Morello)
9. „Three Little Indians”
10. „In The House”
11. „Can I Get A Witness”
12. „Get Open”
13. „What’s Next”
14. „Wreck Shop”
15. „For 10 Years”